# Enicospilus moea
Enicospilus moea är en stekelart som först beskrevs av Cheesman 1928.  Enicospilus moea ingår i släktet Enicospilus och familjen brokparasitsteklar. Inga underarter finns listade i Catalogue of Life.